# Hammer to Fall
«Hammer to Fall» (с англ. — «Грянет гром») — песня британской рок-группы Queen c альбома The Works. Написана Брайаном Мэйем. Она часто исполнялась на концертах, в том числе и на легендарном концерте Live Aid. Пользуясь огромной популярностью, в будущем использовалась в фильме «Горец». Попала в сборник Greatest Hits II. Это был четвёртый и последний сингл с альбома.
Песня достигла 13-го места в UK Singles Chart.

## Текст песни
По распространённому мнению песня посвящена опасности перерастания холодной войны в ядерную. Под падающим молотом угадывался один из символов коммунистического движения. В то же время автор песни, гитарист Queen, Брайан Мэй вспоминал, что его замысел был гораздо шире, речь шла о вопросе жизни и смерти. О том как смерть неотвратимо приходит ко всем, не различая ни бедных, ни богатых. При этом падение молота рассматривается как неотвратимость этого процесса.

## Видеоклип
В августе 1984 года началось европейское турне в поддержку альбома. Во время первого же концерта в Брюсселе в концертном зале Forrest Nationale были проведены видеосъёмки для промо-ролика «Hammer to Fall».
Клип был поставлен Дэвидом Маллетом. Видео к этой песне было снято в концертном формате и состоит из разных кадров шоу. Звук при этом был студийным. Клип начинается с показа Брайана Мэя, берущего первые аккорды. Дальше появляется Фредди и начинает петь. Во время исполнения гитарного соло Брайана Мэя, Фредди Меркьюри на время уходит со сцены. И в основном показывают гитариста. Дальше опять появляется Фредди. Он допевает песню. Взрываются фейерверки, и клип заканчивается.

## Концертные исполнения
Во время выступления на Live Aid «Hammer to Fall» звучала третьей по счёту песней в сет-листе после «Bohemian Rhapsody» и «Radio Ga Ga». При исполнении композиции в турне 1980-х годов привлекался гастролирующий клавишник Спайк Эдни, игравший при этом на ритм-гитаре, стоя за клавиатурной стойкой. «Hammer to Fall» входила в концертную программу как Works Tour, так и Magic Tour.

## Состав
- Фредди Меркьюри — вокал
- Брайан Мэй — электрогитара, бэк-вокал
- Роджер Тейлор — барабаны, бэк-вокал
- Джон Дикон — бас-гитара
- Фред Мандель[англ.] — синтезатор

## Позиции в хит-парадах
Недельные чарты:
| Год             | Чарт                              | Высшая позиция | Пребывание в чарте |
| --------------- | --------------------------------- | -------------- | ------------------ |
| 1984            | Австралия (Kent Music Report)     | 55             | нет данных         |
| 1984            | Великобритания (UK Singles Chart) | 13             | 8 недель           |
|                 |                                   |                |                    |
| 1992            | США (Billboard Album Rock Tracks) | 35             | 7 недель           |
| Live Aid версия |                                   |                |                    |
| 2018            | США (Billboard Mainstream Rock)   | 23             | 17 недель          |
| 2018            | Япония (Billboard Japan Hot 100)  | 88             | 1 неделя           |

Годовые чарты:
| Год             | Чарт                                         | Высшая позиция  |                 |
| Live Aid версия | Live Aid версия                              | Live Aid версия | Live Aid версия |
| --------------- | -------------------------------------------- | --------------- | --------------- |
| 2019            | США (Billboard Hot Rock & Alternative Songs) | 73              |                 |

## Сертификаты
| Регион                                               | Сертификат | Количество продаж |
| ---------------------------------------------------- | ---------- | ----------------- |
| Соединенное Королевство (BPI)                        | Серебро    | 200 000           |
| продажи+просмотры, основанные только на сертификации |            |                   |